# 小叶乌药
小叶乌药（学名：Lindera aggregata var. playfairii）为樟科山胡椒属下的一个变种。